# Райдер, Дадли, 7-й граф Харроуби
Дадли Дэнверс Гренвиль Куттс Райдер, 7-й граф Харроуби (англ. Dudley Danvers Granville Coutts Ryder, 7th Earl of Harrowby; 20 декабря 1922 — 9 октября 2007) — британский пэр, заместитель председателя банка Coutts и его материнской компании NatWest. Он носил титул учтивости — виконт Сэндон с 1956 о 1987 год.

## Происхождение и образование
Родился 20 декабря 1922 года. Старший сын Дадли Райдера, 6-го графа Харроуби (1892—1987), и его жены, леди Хелены Бланш Ковентри (1895—1974), дочери Уильяма Ковентри, виконта Дирхерста (1865—1927), старшего сына Джорджа Ковентри, 9-го графа Ковентри (1838—1930). Он получил образование в Итонском колледже.

## Военная служба
Райдер Дадли поступил на службу в батальон Южностаффордширского полка в 1940 году, находясь в Итоне. Он участвовал в высадке в Нормандии через 6 дней после дня «Д» и служил в Северной Европе во время Второй мировой войны в составе 59-й (Стаффордшир) пехотной дивизии. В феврале 1945 года он был переведен в 133-й полевой полк королевской артиллерии, входящий в состав 53-й (валлийской) пехотной дивизии, но вскоре был тяжело ранен возле Рейхсвальдского леса.
Оправившись от травм, Райдер Дадли был отправлен на Дальний Восток для подготовки к вторжению в Малайю, операции «Зиппер». Операция была прекращена после капитуляции Японии. После войны он остался на Дальнем Востоке, служа офицером в 5-м батальоне парашютного полка на Яве под командованием Лоренса ван дер Поста. Он продолжал служить офицером Территориальной армии после того, как уволился из регулярной армии, дослужившись до звания подполковника, а затем вышел в отставку в 1964 году, командуя 254-м полевым полком Королевской артиллерии.

## Карьера
Лорд Харроуби служил советником в Королевском районе Кенсингтон и Челси с 1950 по 1971 год. Он был президентом Консервативной ассоциации Юго-Запада Вулверхэмптона и ушёл в отставку в знак протеста после того, как действующий член парламента Энох Пауэлл произнес свою речь о «реках крови» в 1968 году.
После ухода из армии он занялся семейным бизнесом, и стал управляющим директором в 1949 году. Он продолжал занимать эту должность до 1989 года, а также был заместителем председателя с 1970 по 1989 год. Он отвечал за модернизацию банка в 1970-х и 1980-х годах, внедряя компьютеризацию и координируя реконструкцию офисов банка на Стрэнде по проекту сэра Фредерика Гибберда. Когда в 1968 году материнская компания Куттса, National Provincial Bank, объединилась с Westminster Bank, он вошёл в совет директоров объединённого NatWest Bank. Он был заместителем председателя NatWest с 1971 по 1987 год.
Он также был директором National Provident Institution до 1986 года и Saudi International Bank, Bentley Engineering, Powell Duffryn, Dowty и Dinorwic Slate Quarries. Он также занимал государственные должности, в том числе был председателем правления объединённых больниц Бетлем-Роял и Модсли, губернатором Кильского университета и казначеем Ассоциации благосостояния семьи.
Он принял титул виконта Сэндона после смерти своего деда в 1956 году и сменил своего отца на посту графа Харроуби в 1987 году. Он также унаследовал семейную резиденцию — Сэндон-холл недалеко от Стаффорда, спроектированную Уильямом Берном в 1850 году. Он потерял свое место в Палате лордов после принятия Акта о Палате лордов 1999 года.

## Семья
Лорд Харроуби был дважды женат. 14 июня 1949 года он женился первым браком на Жаннет Розальте Джонстон-Сент (ок. 1921 — 27 января 1997), младшей дочери капитана Питера Джонстон-Сента и Клэр Изабель Мэнселл-Маккаллох. У них родились сын и дочь:
- Дадли Адриан Конрой Райдер, 8-й граф Харроуби (род. 18 марта 1951)
- Леди Розальте Фрэнсис Райдер (род. 1 мая 1954), в 1976 году вышла замуж за Фрэнсиса Ричарда Сетона Рундалла, от брака с которым у неё было трое сыновей.

В 2003 году он женился во второй раз на Джанет Мэри Пьеретт Бут (урождённой Стотт) (? — 1 мая 2019), младшей дочери Алана Эдварда Стотта и Маргариты Мари Мэй Ноулз.

## Смерть
Лорд Харроуби скончался в Сэндон-холле, Стаффордшир, 9 октября 2007 года от подозрения на сердечный приступ в возрасте 84 лет . У него остались вторая жена и двое детей от первого брака. Его единственный сын Конрой унаследовал от него графство и другие отцовские титулы.